# Life Racing Engines
Life Racing Engines (comunemente e semplicemente nota come Life) è stata una scuderia italiana di Formula 1. Fondata da Ernesto Vita nel 1989, prese parte al campionato 1990.
Carente di mezzi e preparazione, il team sopravvisse per un'unica stagione, in cui non riuscì mai a presentare la propria vettura nella griglia di partenza di un Gran Premio: non superò infatti mai le prequalifiche e rimase assai lontano da una pur minima competitività.

## Storia

### Nascita della scuderia

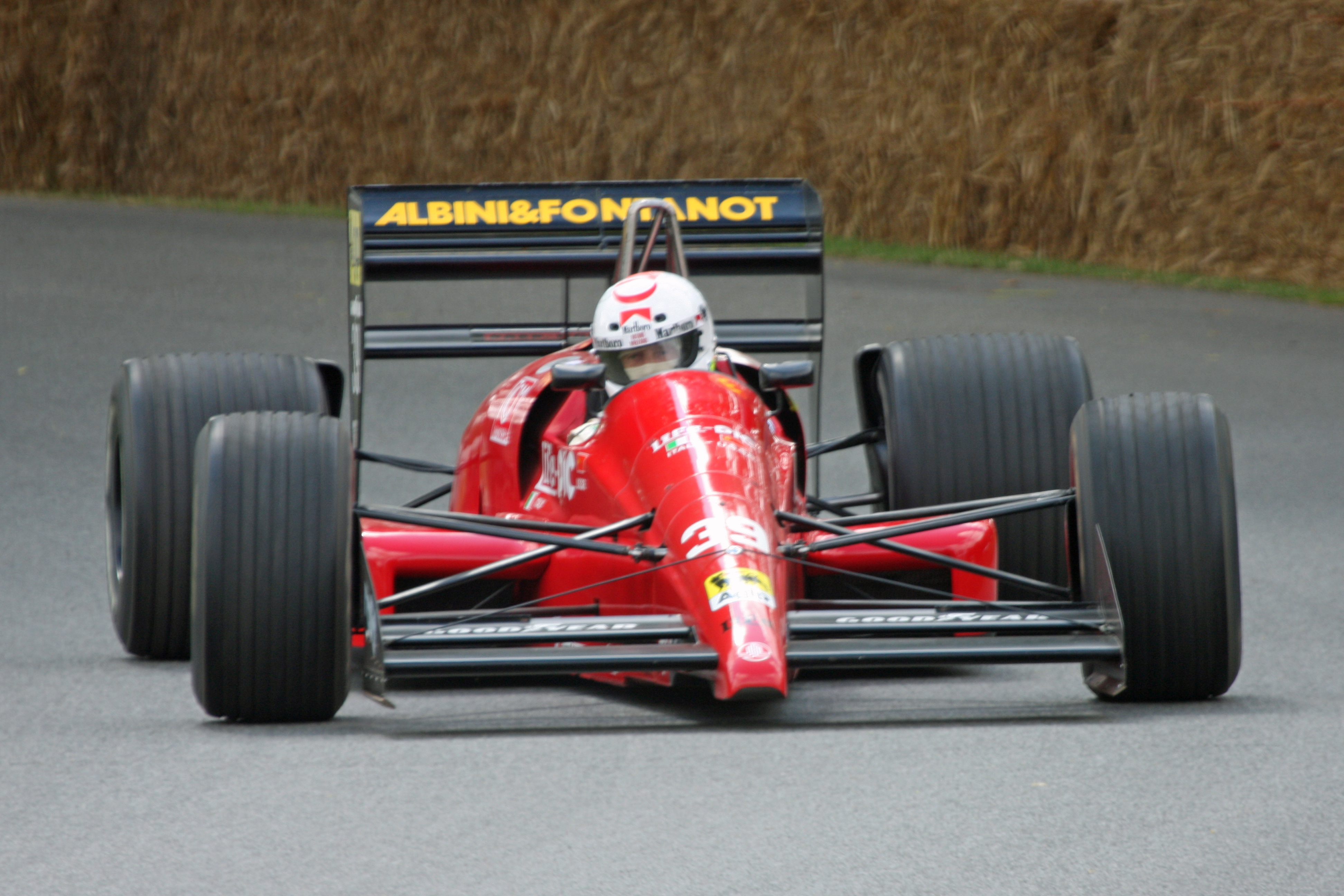
La Life F190, vettura con cui la squadra corse la sua unica stagione in Formula 1.

Nel 1989 la Formula 1 fu interessata da un importante cambiamento regolamentare: il divieto di utilizzare la sovralimentazione (che aveva dominato la scena nelle stagioni precedenti) e il ritorno ai motori aspirati stimolò vari ingegneri a progettare nuove unità motrici da impiegare sulle monoposto da competizione.
Già attorno al 1966, nel passaggio regolamentare alla cilindrata di 3000 c³, la Ferrari aveva provato al banco un prototipo di motore radiale da 16 cilindri "a doppia V", con quattro bancate a 60° da 4 cilindri l'una e un imbiellaggio di tipo aeronautico. L'idea ed il progetto erano del tecnico Franco Rocchi, che aveva una profonda esperienza nel settore dell'aviazione, avendo lavorato per anni alle Officine Meccaniche Reggiane. Prendendo le mosse dall'esperienza di dieci anni prima della BRM col motore P15 da 16 cilindri a V (due bancate da 8 cilindri ciascuna), Rocchi si era convinto che riconfigurando l'architettura a W, in modo da dimezzare la lunghezza del propulsore, si sarebbe generato un guadagno in termini di peso e momento polare. Il motore così concepito palesò debolezza strutturale a una delle testate e, complice un'ulteriore restrizione regolamentare, fu infine accantonato: la Scuderia di Maranello scelse pertanto la più convenzionale configurazione a 12 cilindri contrapposti.
La notizia dell'esistenza di tale prototipo giunse all'orecchio dell'imprenditore Ernesto Vita, che ne rimase affascinato e contattò Rocchi (non più attivo dagli anni 1970 per motivi di salute) perché riprendesse in mano il progetto e gliene cedesse i diritti, così da inserirsi nel giro della Formula 1 come fornitore di motori. Il progettista accondiscese e dal suo lavoro nacque l'F35, un propulsore plurifrazionato a dodici cilindri, disposti non nella consueta architettura a V, bensì a W (tre bancate, ognuna delle quali ospitava quattro cilindri); fatta salva la cilindrata (3500 cm³), esso ricalcava l'architettura dello storico propulsore Napier Lion, che dall'iniziale uso aeronautico era presto passato a impieghi agonistici su autovetture. Rispetto a un tradizionale V12, quello sviluppato da Rocchi era più corto, potendo consentire sulla carta di costruirvi attorno una vettura compatta e dunque (a parità di potenza e cilindrata) ben più agile rispetto alle macchine dotate di un comune propulsore a due bancate.
Vita era fermamente convinto della validità del "progetto W12": un motore così innovativo, realizzato da un tecnico esperto e qualificato, sarebbe a suo avviso risultato appetibile agli occhi degli sponsor e degli investitori. Allo scopo creò, insieme al direttore sportivo e responsabile acquisti Gianpiero Lauro, il marchio Life Racing Engines (laddove la parola inglese Life è una traduzione letterale del cognome del patron), col quale propose a diversi team del massimo campionato automobilistico (tra gli altri la Tyrrell) la fornitura della sua innovativa unità motrice, che venne presentata ufficialmente alla cerimonia dei caschi d'oro 1988 a Milano.
La aspettative furono tuttavia deluse: la maggior parte degli addetti ai lavori e dei finanziatori delle scuderie di Formula 1 si dimostrarono abbastanza indifferenti all'iniziativa e scettici sulle possibilità di successo. Il motore del resto era poco potente (soli 480 cavalli, mentre a titolo d'esempio un V8 della Judd - uno dei meno performanti al tempo adottati nella categoria - ne sviluppava 600) e la sua architettura peculiare ne rendeva arduo, e dunque costoso, l'eventuale sviluppo. Nondimeno, agli alti regimi di rotazione, l'iniezione Magneti Marelli andava in crisi e i tecnici dovettero pertanto limitare i giri e ripiegare su un altro fornitore.
Desiderando comunque portare tale motore alla prova della pista e pur di non rendere vani i propri investimenti, verso il 1990 Vita decise quindi di "scendere in campo" in prima persona e trasformò la Life in una vera e propria scuderia da competizione: grazie ad alcune sponsorizzazioni (tra le quali spiccava PIC, un misconosciuto conglomerato sovietico attivo nel ramo bellico, che stando a quanto dichiarato dal patron - peraltro sposato con una donna russa - era in affari con lui per convertirsi a produzioni civili e collaborare allo sviluppo della scuderia) poté iscriversi al campionato di F1 per l'anno 1990.

### La Life in pista

#### Le premesse
Vita acquistò da Lamberto Leoni un telaio ideato da Gianni Marelli (ex dipendente Ferrari) e Richard Divila per il team First, che aveva vanamente tentato di entrare in Formula 1 nel 1989 con una monoposto denominata F189, spinta da un motore 8 cilindri Judd. Il telaio venne modificato per adattarlo al motore W12 e ai regolamenti per la stagione 1990; si intervenne quindi sull'area del cofano, che al di sotto della presa airscoop assunse un aspetto tondeggiante e voluminoso, con prese d'aria supplementari ai lati del poggiatesta, a somiglianza (tra l'altro) delle vetture costruite dalla Benetton tra il 1987 e il 1989. L'operazione di adattamento fu comunque agevolata dal fatto che Rocchi aveva previsto l'impiego di flange d'attacco del motore W12 al telaio e al cambio del tutto analoghe a quelle adottate per i propulsori V8.
Al motore Life venne affiancato un cambio manuale Hewland a 6 marce prodotto dall'omonima azienda inglese. Per il carburante ci si accordò con l'Agip, mentre per la scelta degli pneumatici si andò sui Goodyear. La carrozzeria venne colorata in rosso corsa, mentre gli alettoni erano neri.
Per dimostrare le proprie ambizioni di competitività, Vita ingaggiò come pilota un giovane debuttante di buon talento: l'australiano Gary Brabham (figlio dell'ex campione del mondo Jack) fresco vincitore al primo tentativo della prestigiosa Formula 3000 inglese, affiancato dal collaudatore Franco Scapini, che nel 1989 aveva guidato la Lancia LC2 nel mondiale prototipi. Non venne ingaggiata una seconda guida in quanto il modesto budget a disposizione del team aveva consentito di allestire la macchina in un singolo esemplare.
La vettura nei comunicati ufficiali del team fu descritta come comoda da guidare e versatile nella messa a punto; si sottolineava altresì come alla progettazione avessero lavorato ingegneri e tecnici con un passato in Ferrari o nel Reparto Corse Alfa Romeo: oltre a Rocchi e Marelli c'era anche Walter Salvarani, progettista del cambio montato sulle Ferrari 312 T e 312 T2 campioni del mondo 1975 e 1977, il quale aveva progettato per la Life una soluzione ad hoc.
La sede della squadra, nel comune modenese di Formigine, fu descritta dal collaudatore Scapini, intervistato a distanza di anni, come «adeguata alla categoria e alla squadra»; stando alla sua testimonianza, era dotata di un banco prova motore Borghi e Severi con impianto di acquisizione dati AVL, di un reparto di montaggio motori, di un reparto di controllo temperatura sui componenti meccanici, di un ufficio tecnico con tre tavoli da disegno dotati di programmi McDonnell Douglas, più anche gli uffici dirigenziali. La squadra di Vita intendeva così proporsi come un attore ambizioso in vista del debutto nel campionato 1990 di Formula 1. 
A dispetto di proclami e intenzioni, la squadra non si rivelò all'altezza della situazione. I materiali e le risorse a disposizione erano infatti limitati: vi erano soli due telai e quattro unità motrici W12, sicché, per evitare di incappare in guasti o incidenti, la cui riparazione avrebbe potuto essere difficile e costosa, la Life venne scarsamente collaudata nella fase pre-stagionale. In aggiunta, diverse idee messe in progetto (come il cambio di Salvarani) non vennero costruite.

#### L’esperienza in pista
La situazione tecnico-organizzativa precaria ebbe il suo riscontro nei risultati: nelle prequalifiche del primo Gran Premio della stagione, disputato sul circuito di Phoenix, Brabham poté effettuare soli quattro giri e rimase ad oltre trenta secondi di distacco da Claudio Langes, penultimo al volante della EuroBrun. Nella gara successiva a Interlagos, dopo una sessione di prove libere incoraggiante, in cui complice il maltempo riuscì a stare sotto il limite del 107% dal miglior tempo (imposto per accedere alla griglia di partenza), l'australiano non riuscì nemmeno a partecipare alle prequalifiche, percorrendo soli quattrocento metri nella pit lane prima che la vettura si guastasse.
A questo punto il pilota decise di abbandonare la scuderia; al suo posto fu ingaggiato l'esperto Bruno Giacomelli, che però non gareggiava in Formula 1 dal 1983. I risultati non migliorarono: la vettura si rompeva sempre dopo pochissime tornate e quando Giacomelli riusciva a portare a termine qualche giro lanciato subiva regolarmente distacchi di oltre dieci secondi dall'ultimo dei piloti ammessi alle qualifiche. Dopo il Gran Premio d'Italia la Life decise di abbandonare il motore W12 (rivelatosi anche fragile, con frequenti rotture alle bielle secondarie che comandavano uno dei pistoni) in favore di un più convenzionale V8 fornito dalla Judd, ma ciò non risollevò le sorti della scuderia: al Gran Premio successivo, sul circuito dell'Estoril, Giacomelli riuscì a scendere in pista compiendo un solo giro, durante il quale perdette il cofano motore. Dopo un ultimo infruttuoso tentativo di prequalificarsi nel Gran Premio di Spagna, la squadra si ritirò dal campionato, rinunciando alle ultime due gare in programma e cessando le attività.
A dispetto delle assicurazioni del patron, che annunciò l'intenzione di riorganizzare il team e proseguire lo sviluppo della macchina per l'anno successivo, l'esistenza della Life terminò di lì a poco; Vita continuò la propria attività in altre categorie motoristiche.
Diversi anni dopo la sola Life F190 costruita, passata nelle mani del collezionista Lorenzo Prandina, venne restaurata dall'ex capo meccanico della scuderia Oliver Piazzi (che la riequipaggiò con l'originario W12) e nuovamente mostrata al pubblico al festival di Goodwood del 2007 (in cui venne pilotata dal proprietario e da Arturo Merzario) e del 2009 (con al volante Derek Bell).

## Vetture
- Life F190

## Piloti
- Gary Brabham -  Australia - nº39
- Bruno Giacomelli -  Italia - nº39

## Risultati completi in Formula 1
| Anno | Vettura | Motore           | Gomme | Piloti           |     |     |     |     |     |     |     |     |     |     |     |     |     |     |  |  |  | Punti | Pos. |
| ---- | ------- | ---------------- | ----- | ---------------- | --- | --- | --- | --- | --- | --- | --- | --- | --- | --- | --- | --- | --- | --- |  |  |  | ----- | ---- |
| 1990 | F190    | Life F35 Judd CV | G     | Gary Brabham     | NPQ | NPQ |     |     |     |     |     |     |     |     |     |     |     |     |  |  |  | 0     |      |
| 1990 | F190    | Life F35 Judd CV | G     | Bruno Giacomelli |     |     | NPQ | NPQ | NPQ | NPQ | NPQ | NPQ | NPQ | NPQ | NPQ | NPQ | NPQ | NPQ |  |  |  | 0     |      |

| Legenda | 1º posto     | 2º posto | 3º posto    | A punti         | Senza punti/Non class.  | Grassetto – Pole position Corsivo – Giro più veloce |
| Legenda | Squalificato | Ritirato | Non partito | Non qualificato | Solo prove/Terzo pilota | Grassetto – Pole position Corsivo – Giro più veloce |